# Schweizergarden
Schweizergarden er schweiziske lejesoldater, som fra det sene 15. århundrede har tjent som livvagter og ceremonielle vagter ved europæiske hoffer. Der var schweiziske lejesoldater i hære som den franske, spanske og napolitanske til det 19. århundrede. Der er svejtsere ved det danske hof.[kilde mangler]

## Den pavelige garde
Den pavelige schweizergarde blev stiftet i 1506 og er den eneste af de mange schweizergarder, der stadig eksisterer. I slutningen af 2005 var der 134 medlemmer af garden.
Garderne skal være romersk-katolske ugifte mænd med schweizisk statsborgerskab, som har gennemgået basal træning i det schweiziske militær. Rekrutterne skal være mindst 174 cm høje. Kandidater skal ansøge om at få lov til at tjene. Nye rekrutter sværger troskab d. 6. maj i San Damaso garden i Vatikanet. 6. maj er årsdagen for Stormen på Rom i 1527, hvor 147 ud af de 187 gardere blev dræbt.
Eden lyder på tysk:
"Ich schwöre, treu, redlich und ehrenhaft zu dienen dem regierenden Papst [pavens navn] und seinen rechtmäßigen Nachfolgern, und mich mit ganzer Kraft für sie einzusetzen bereit, wenn es erheischt sein sollte, selbst mein Leben für sie hinzugeben. Ich übernehme dieselbe Verpflichtung gegenüber dem Heiligen Kollegium der Kardinäle während der Sedisvakanz des Apostolischen Stuhls. Ich verspreche überdies dem Herrn Kommandanten und meinen übrigen Vorgesetzten Achtung, Treue und Gehorsam. Ich schwöre, alles das zu beobachten, was die Ehre meines Standes von mir verlangt."
Den nye rekruts svar:
"Ich, [rekruttens navn], schwöre, alles das, was mir soeben vorgelesen wurde, gewissenhaft und treu zu halten, so wahr mir Gott und seine Heiligen helfen."

## Liste over ledere
1. Kaspar von Silenen, Uri (1506-1517)
2. Markus Röist, Zürich (1518-1524)
3. Kaspar Röist, Zürich (1524-1527)
4. Jost von Meggen, Luzern (1548-1559)
5. Kaspar Leo von Silenen, Luzern (1559-1564)
6. Jost Segesser von Brunegg, Luzern (1566-1592)
7. Stephan Alexander Segesser von Brunegg, Luzern (1592-1629)
8. Nikolaus Fleckenstein, Luzern (1629-1640)
9. Jost Fleckenstein, Luzern (1640-1652)
10. Johann Rudolf Pfyffer von Altishofen, Luzern (1652-1657)
11. Ludwig Pfyffer von Altishofen, Luzern (1658-1686)
12. Franz Pfyffer von Altishofen, Luzern (1686-1696)
13. Johann Kaspar Mayr von Baldegg, Luzern (1696-1704)
14. Johann Konrad Pfyffer von Altishofen, Luzern (1712-1727)
15. Franz Ludwig Pfyffer von Altishofen, Luzern (1727-1754)
16. Jost Ignaz Pfyffer von Altishofen, Luzern (1754-1782)
17. Franz Alois Pfyffer von Altishofen, Luzern (1783-1798)
18. Karl Leodegar Pfyffer von Altishofen, Luzern (1800-1834)
19. Martin Pfyffer von Altishofen, Luzern (1835-1847)
20. Franz Xaver Leopold Meyer von Schauensee, Luzern (1847-1860)
21. Alfred von Sonnenberg, Luzern (1860-1878)
22. Louis-Martin de Courten, Wallis (1878-1901)
23. Leopold Meyer von Schauensee, Luzern (1901-1910)
24. Jules Repond, Freiburg (1910-1921)
25. Alois Hirschbühl, Graubünden (1921-1935)
26. Georg von Sury d'Aspremont, Solothurn (1935-1942)
27. Heinrich Pfyffer von Altishofen, Luzern (1942-1957)
28. Robert Nünlist, Luzern (1957-1972)
29. Franz Pfyffer von Altishofen, Luzern (1972-1982)
30. Roland Buchs, Freiburg (1982-1998)
31. Alois Estermann, Luzern (1998)
32. Pius Segmüller, St. Gallen (1998-2002)
33. Elmar Theodor Mäder, St. Gallen (2002-2008)
34. Daniel Rudolf Anrig, St. Gallen (2008-2015)
35. Christoph Graf, Luzern (2015-)

## Eksterne links
- Contemporary account of the attack on the Tuileries and the massacre of the Swiss Guards, 10. August, 1792
- The Vatican's Official Swiss Guard site
- Die Päpstliche Schweizergarde Arkiveret 23. august 2007 hos  Wayback Machine
- Swiss Watchers, The Guardian, 5. april 2005
- Giga-Catholic Information
- Oath ceremony photo Arkiveret 25. februar 2009 hos  Wayback Machine

- Swiss Guards official site Arkiveret 12. august 2006 hos  Wayback Machine